# Megalomania
Megalomania er det tredje studiealbum fra den dansk/norske popgruppe Aqua. Albummet var sat til udgivelse den 3. oktober 2011. Den 22. august offentliggjorde Aqua navnet på albummet via deres facebook-side.

## Spor
| 1.  | "Playmate to Jesus"                                |                                         |                                             |      |
| 2.  | "Dirty Little Pop Song"                            |                                         |                                             |      |
| 3.  | "Kill Myself"                                      |                                         |                                             |      |
| 4.  | "Like a Robot"                                     | Lucas Secon, Søren Rasted, Claus Noreen | Lucas Secon                                 |      |
| 5.  | "Viva Las Vegas"                                   |                                         |                                             |      |
| 6.  | "Party Patrol"                                     |                                         |                                             |      |
| 7.  | "Come N' Get It"                                   |                                         |                                             |      |
| 8.  | "Sucker For a Superstar"                           |                                         |                                             |      |
| 9.  | "Be My Saviour Tonight"                            |                                         |                                             |      |
| 10. | "How R U Doin?"                                    | S. Rasted, C. Noreen, Thomas Troelsen   | Søren Rasted, Claus Noreen, Thomas Troelsen | 3:21 |
| 11. | "If The World Didn't Suck (We Would All Fall Off)" |                                         |                                             |      |